# Галерија грбова Малте
Галерија грбова Малте обухвата актуелни Грб Малте, историјске грбове Малте и грбове малтешких општина.

## Актуелни Грб Малте
- Грб Малте

## Историјски грбови Малте
- Грб Малте 
(1964—1975)
- Грб Републике Малте 
(1975—1988)

## Грбови малтешких општина
- Грб Атарада
- Грб Балцана
- Грб Биргуе
- Грб Биркиркара
- Грб Бормла
- Грб Валете
- Грб Викторије
- Грб Гаџака
- Грб Гансијелема
- Грб Гарба
- Грб Гаргура
- Грб Гасрија
- Грб Гзире
- Грб Гудџе
- Грб Динглија
- Грб Забара
- Грб Зебуга
- Грб Зебуга
- Грб Зејтуна
- Грб Зуријека
- Грб Иклина
- Грб Кале
- Грб Калкара
- Грб Керчема
- Грб Киркопа
- Грб Кормија
- Грб Крендија
- Грб Лије
- Грб Луке
- Грб Марсе
- Грб Марсаскала
- Грб Марсаџлока
- Грб Мдина
- Грб Мелијеха
- Грб Мкаба
- Грб Мосте
- Грб Мсида
- Грб Мтарфа
- Грб Мунџара
- Грб Мџара
- Грб Надура
- Грб Наџара
- Грб Паоле
- Грб Пемброке
- Грб Пијета
- Грб Рабата
- Грб Сафија
- Грб Сан Ђиљана
- Грб Сан Лавренца
- Грб Сан Павл ил Бахара
- Грб Сан Џвана
- Грб Саната
- Грб Санта Венере
- Грб Санта Лучије
- Грб Свијеки
- Грб Сенглеа
- Грб Сигијеви
- Грб Слијема
- Грб Та Џијеџа
- Грб Тарџијена
- Грб Фгура
- Грб Флоријане
- Грб Фонтане
- Грб Хамруна
- Грб Шагра
- Грб Шевкија
- Грб Шгаџра